# 戦争を終わらせるための戦争

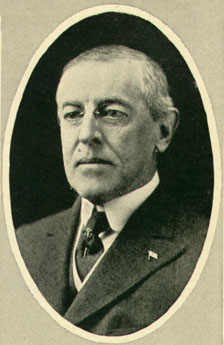
アメリカ合衆国大統領ウィルソン：この言葉を用いた人物としてしばしば取り上げられる

「戦争を終わらせるための戦争」（せんそうをおわらせるためのせんそう、英語: The war to end war）は、第一次世界大戦を表すために使われた言葉。「すべての戦争を終わらせるための戦争」（英語: The war to end all wars）とも呼ばれる。もともとは理想主義的な言葉であるが、現在では軽蔑的に使われている。

## 起源
1914年8月、第一次大戦の開戦直後、イギリスの作家で社会評論家のハーバート・ジョージ・ウェルズはロンドンの新聞紙に幾つかの記事を発表し、これは後にThe War That Will End War『戦争を終わらせる戦争』という題で本になった。ウェルズは戦争を起こしたとして中央同盟国を非難し、ドイツの軍国主義の敗北のみが戦争の終結をもたらすと論じた。1918年発表の In the Fourth Year の中で、ウェルズはより短く、"The war to end war"（戦争を終わらせるための戦争）とし、この中で彼はこの言葉が1914年の後半には流布していたとしている。事実、この表現は世界大戦の最も一般的なキャッチフレーズとなった。
後世、一度しかこの言葉を使っていないウッドロウ・ウィルソンにこの言葉が帰せられることになった。「世界は民主主義にとって安全でなければならない」という言葉とともに、人類の自由を守るためにアメリカが戦争に参加することが必要であるというウィルソンの信念として表される。

## その後の用法・評価
第一次世界大戦中もこの言葉は、いくらかの人間から懐疑的に考えられていた。デビッド・ロイド・ジョージは「この戦争は、次の戦争と同じように戦争を終わらせるための戦争である」と言ったといわれている。この戦争が戦争を終わらせる戦争として成功しなかったことが明らかになると、この言葉はよりシニカルな言葉として捉えられるようになった。アーチボルド・パーシバル・ウェーベルはパリ講和会議に落胆して「『戦争を終わらせる戦争』の後、彼らはパリで『平和を終わらせるための平和（peace＝講和条約）』を作ることにかなり成功しているように見える」と言った 。ウェルズ自身、1932年発表の小説 The Bulpington of Blup の中でこの言葉を皮肉として使っている。
ベトナム戦争時にはウォルター・リップマンが1967年の「ニューズウィーク」紙で「妄想はわれわれの戦争が戦争を終わらせるための戦争であるということだ」と書いており、同時期にリチャード・ニクソンはサイレント・マジョリティ演説の中で、「私はベトナムでの戦争が戦争を終わらせる戦争だとは語らない」と言っている。

## 註
1. ↑  The war to end all wars BBC News 10 November 1998
2. 1 2  Safire, William (2008). Safire's Political Dictionary. Oxford University Press US. pp. 792–3. ISBN 978-0-19-534334-2
3. ↑  Wells, H. G. (1914). The War That Will End War. London: F. & C. Palmer
4. ↑  Wagar, W. Warren (2004). H.G. Wells: Traversing Time. Wesleyan University Press. p. 147. ISBN 978-0-8195-6725-3
5. 1 2  Rempel, Richard A., ed (2003). The Collected Papers of Bertrand Russell. Routledge. p. 10. ISBN 978-0-415-10463-0
6. ↑  Wells, H. G. (2008). Short Works of Herbert George Wells. BiblioBazaar, LLC. pp. 13–14. ISBN 978-1-4375-2652-3
7. 1 2  Jamieson, Kathleen Hall (1990). Eloquence in an Electronic Age: The Transformation of Political Speechmaking. Oxford University Press US. p. 99. ISBN 978-0-19-506317-2
8. ↑  "The world must be made safe for democracy." 連邦議会に対し、ドイツへの宣戦布告を呼びかける演説にて。Woodrow Wilson, War Messages, 65th Cong., 1st Sess. Senate Doc. No. 5, Serial No. 7264, Washington, D.C., 1917; pp. 3-8, passim.
9. ↑  Stimpson, George William (1952). A Book about American Politics. Harper. p. 365
10. ↑  Pagden, Anthony (2008). Worlds at War: The 2,500-year Struggle between East and West. Oxford University Press US. p. 407. ISBN 978-0-19-923743-2
11. ↑  Wells, H. G. (1932). The Bulpington of Blup. pp. 161,163,173